# Списак места у књигама о Харију Потеру
Испод се налази списак фиктивних места која се појављују у серији романа о Харију Потеру.

## Места становања

### Годрикова долина
Годрикова долина (енгл. Godric's Hollow) је фикционално село у романима о Хари Потеру.
Годрикова долина је било последње место скирвања Џејмса Потера и његове жене Лили Потер пре него што су убијени од стране Лорда Волдемора 31. октобра 1981. године. У исто време је Хари добио ожиљак у облику муње.
У Годриковој долини је у младости живео и Албус Дамблдор, са породицом. Такође, тамо је живела Батилда Торбарка, славна историчарка магије.
Годрикова долина је био дом Потерове породице, као и дом једног од твораца Хогвортса Годрика Грифиндора. На крају књиге Хари Потер и Полукрвни Принц, Хари каже да ће се вратити у Годриковој долини после венчања Била Визлија и Флер Делакер у Јазбини у току лета у седмој књизи. Ово испада да је замка и Хари бежи Лорду Волдемору. На гробљу Годрикове долине су сахрањене многе познате личности као што су Игнотус Певерел, Лили и Џејмс Потер, као и мајка и сестра Дамблодора Кендра и Аријана.

### Шимширова улица, бр. 4
Шимширова улица, број четири, Мало Кукумавчилиште/Литл Вингинг, грофовија Сари, Велика Британија (енгл. 4 Privet Drive, Little Whinging) је адреса на којој живе Харијеви теча Вернон Дарсли, тетка Петунија Дарсли и брат у другом колену Дадли Дарсли. У периоду 1981.-1997. овде је живео и Хари.

### Јазбина
Јазбина (енгл. The Burrow) је кућа породице Визлијевих. Налази се поред села Отери Сент Кечпоул у Енглеској. На приземљу је кухиња, а на спратовима се налазе собе - Молина и Артурова, Персијева, Џинина, Ронова и Фредова и Џорџева.

### Улица Гримолд, број 12
Улица Гримолд, број 12 (енгл. Number 12, Grimmauld Place) је адреса куће у Лондону која припада древној чистокрвној чаробњачкој породици Блек. На кућу су примењене бројне мере безбедности као што су чини против пљачкаша, фиделијус чин и кућу не могу да виде нормалци и други пролазници. У седмој књизи кућа је на предлог Сиријуса Блека постала седиште обновљеног Реда феникса.

## Школе

### Бобатонс
Академија магије Бобатонс (енгл. Beauxbatons Academy of Magic, фр. Académie de Magie Beâuxbatons) измишљена је чаробњачка школа слична Хогвортсу у серији књига о Харију Потеру. Први је пут поменута у Харију Потеру и Ватреном Пехару и постоји бар већ 700 година, јер су се тада ученици почели такмичити на Трочаробњачком турниру. Бобатонс се налази у Француској, а садашња  директорка је Олимпија Максим.
Како се на гозби у поводу отворења Трочаробњачког турнира служио боуиллабаиссе, тј. рибља супа која је често јело југоисточне Француске, може се претпоставити да је Бобатонс смештен на медитеранској обали Француске, можда чак у близини Марсеја. То би објаснило и зашто је ученицима Бобатонса тако хладно при доласку на Хогвортс који се налази у Шкотској. Такође, кад су Хагрид и мадам Максим, на крају четврте књиге, отишли у тајну потрагу за дивовима, Хагрид је на питање где су били одговорио да су отишли на југ Француске.

### Дурмстранг
Дурмстранг или Дурмштранг је измишљена школа магије у књигама из Хари Потер серијала, слична Хогвортсу. Ова школа постоји бар 700 година, јер толико је прошло од кад је последњи пут учествовала на Трочаробњачком турниру.
Верује се да се Дурмштранг налази у североисточној Европи, северозападној Русији или у области Балтика, мада њено име упућује на германско порекло (верује се да потиче од израза Sturm und Drang, што је један немачки покрет у књижевности).
Школа се изгледа налази на далеком северу, јер су вунени и крзнени прслуци део школских униформи, поднебље је хладно и дани су врло кратки . Због тога то не може бити Бугарска (иако Виктор Крум, ученик Дурмштраншког института игра квидич за ову земљу), јер у Бугарској није толико студено. Крум помиње да је школско земљиште Дурмштранга много пространије него од Хогвортса, и да је потребно прелазити растојања летећи на метли. То значи да се школа налази негде дубоко у унутрашњости, далеко од мора, и такође на врло изолованом месту. Сви познати ликови из Дурмштранга имају словенска имена или акценат, што искључује Немачку, Данску, Шведску, Норвешку и Исланд као локацију школе. Школа би се могла налазити у некој словенској земљи која је била под германским утицајем.
Према књизи, дурмштраншки ученици носе вунене и крзнене униформе с црвеним порубом. У филму, они носе руске капе ушанке и капуте цигејке. У филму су такође сви ученици мушкарци и сви имају кратко пошишану косу, међутим, ово није ниједном поменуто у књизи. Двоглави орао се јасно види на једрима дурмштраншког брода и на Крумовој школској одежди. Овај симбол се користи у хералдици неколико нација, али најчешће се повезује с царском Русијом. Директор Игор Каркароф (ког тумачи српски глумац Предраг Бјелац) је приказан као Рус у филму, тако да личи на руског цара Ивана Грозног и на Распућина.
Дурмштранг је познат у чаробњачком свету као школа која посебно подучава своје ученике мрачним вештинама. Док се у већина магијских школа само предаје одбрана од мрачних вештина, дурмштраншки студенти заиста и уче црну магију. Међутим, не зна се да ли је то традиција у Дурмштрангу, или је само последица тога што је директор школе Игор Каркароф био смртождер.
У књизи Хари Потер и Ватрени пехар, Драко Мелфој наговештава да у Дурмштрангу примају само чистокрвне ученике (којима су оба родитеља чаробњаци), или да макар не дозвољавају ученике којима су оба родитеља Нормалци (нечаробњаци). Не зна се да ли је ово заиста тачно, а и ако јесте, да ли је то било само правило бившег директора Каркарова, или традиција у школи.
Као и Хогвортс, Дурмштранг се налази у замку. Дурмштраншки замак има само четири спрата, а ватра се ложи само у магијске сврхе. Мада, Дурмштранг има веће земљиште него Хогвортс - како Виктор Крум каже Хермајони Грејнџер. Дурмштраншко земљиште има језера и планине као и хогвортско.

## Дијагон Алеја
Дијагон Алеја је тајна улица у Лондону, у коју могу ући само чаробњаци. Тамо се налази мноштво чаробњачких продавница. Да би се ушло у њу, потребно је три пута ударити чаробним штапићем по одређеној цигли у једном зиду.

### Пробушени котао
Пробушени котао је крчма испред улаза у Дијагон алеју. То место могу да виде само чаробњаци. У тој крчми ради Том. Такође, има собе у којима може да се одседне и Хари је у њима одседао. Из ње се улази у Дијагон алеју преко зида са циглама. Неопходно је штапићем прећи преко одређених цигли.

### Код Китњавка и Мрљавка
Код Китњавка и Мрљавка је радња у Дијагон алеји у којој деца чаробњака купују књиге пред полазак у Хогвортс. Продавница има два нивоа; посвуда су набацане књиге.

### Оливандерова продавница чаробних штапића
У овој продавници се продају најразличитији  чаробни штапићи. Радњу држи гдин. Оливандер. Он се сећа сваког штапића који је икада продао...

### Гринготс
Гринготс је чувена чаробњачка банка. Хагрид каже да је то најсигурније место за чување нечега сем можда Хогвортса. Гринготски сефови се налазе дубоко испод земље, те се они који хоће да посете свој сеф морају спустити у малим вагонима. На сребрним вратима на улазу у банку (у преводу В. и Д. Рогановића) је написано:
Уђи, странче, али знај,
Грех похлепе носи крај,
Јер ко отме, не заради,
Животом ће то да плати,
А ако у ризнице наше зађеш,
У жељи да туђе благо нађеш,
Буди упозорен, лопове,
Више од блага те чека доле.

#### Валута
Валута у Гринготсу је златни галеон, који се дели на 29 сребрних сикла, а сикл се дели на 17 бронзаних кнута.

### Ијлопова продавница сова
Ијлопова продавница сова - смеђе, ушаре, шарене, браон и снежне (енгл. Eylops' Owl Emporium) је продавница сова. У њој је купљена Харијева снежнобела сова Хедвига, коју је Хагрид купио Харију за рођендан.

### Мадам Аљкавушина радња за одоре
Мадам Аљкавушина радња- У овој радњи се купују одоре.

## Хогсмид
Хогсмид је измишљено село у Шкотској које се појављује у романима о Харију Потеру. То је једино село у Уједињеном Краљевству у којој живе само чаробњаци и налази се јужно од Хогвортса. Ученици треће године и надаље смеју да посећују село само ако имају потписан формулар родитеља или старатеља.

### Три метле
Три метле је једна од локалних гостионица. Позната је по Крем-пиву и лепој власници Мадам Розмерти која живи изнад гостионице. Три метле је омиљена гостионица за ученике из Хогвортса који се у њој одмарају због стреса у школи или испита.

### Зонкова продавница шала
Зонкова продавница шала има предмете за шале и трикове који би могли "испунити чак и најлуђе снове Фреда и Џорџа Визлија". Продавница је затворена у Харију Потеру и Полукрвном Принцу. Могући разлози затварања су:  Волдеморово поновно уздизање или конкуренција нове Фредове и Џорџове продавнице у Лондону.

### Вепрова глава
Вепрова глава је гостионица која привлачи потпуно другачије госте од оних који долазе у Три метле. Сама гостионица је прљава, под је пекривен слојевима прашине, а на прозорима има толико прљавштине да кроз њих једва пролази нешто дневног светла. У приземљу се налази само једна просторија, али на спрату има више соба. Ученицима је дозвољено да посећују Вепрову главу, али им професори саветују да понесу своје чаше. Власник је старији човек и заправо је брат Албуса Дамблдора, Аберфорт Дамблдор. Постоји пролаз који води из Вепрове главе у Хогвортс.

### Дервиш и Бенгс
Дервиш и Бенгс је продавница која продаје и поправља магичну опрему. Налази се на крају Дијагон-алеје.

### Продавница пера
Продавница пера је продавница која продаје писаћи прибор.

### Медени војвода
Медени војвода је једна од најпознатијих чаробњачких продавница слаткиша на свету. Продавница продаје различите чаробњачке слаткише - чоколадне жабице, Пљуцкове најбоље надувавајуће жваке, зубочистеће ментол кончиће, ломљива шећерна пера, праскаве бомбоне, ледомише, црне љуткасте враголане, бубашвабонице, лизалице са укусом крви, желе пужеве, киселе пуцкалице, Берти Ботове бомбоне свих укуса... Слаткиши из Меденог војводе могу да се купе и у Хогвортс експресу, на путу за Хогвортс и на путу за Лондон. Власници продавнице, Амбросијус Флуме и његова жена, живе на спрату изнад продавнице.

### Пошта
Пошта је пуна сова које су означене бојама по томе колико брзо могу да доставе писмо.

### Вриштећа колиба
Вриштећа колиба је наводно кућа са највише духова у целом Уједињеном Краљевству. Духови са Хогвортса избегавају то место. Фред и Џорџ Визли су, наравно, покушали да уђу у њу, али нису успели. Када су Џејмс Потер, Сиријус Блек, Ремус Лупин и Питер Петигру били у школи, Ремус Лупин је користио ту кућу током својих преображавања у вукодлака, како не би угрожавао друге ученике. Због звукова који су се због тога чули становници Хогсмида су помислили да у кући бораве духови, а те гласине је охрабривао и Албус Дамблдор како би заштитио Ремуса Лупина.

## Места повезана са Министарством магије

### Аскабан
Аскабан је чаробњачки затвор. У њему су утамњичени једни од најзлогласнији криминалци (већином следбеници Лорда Волдемора).
Локација овога затвора није била позната све док се није споменула у Харију Потеру и Полукрвном Принцу да се налази у на Северном мору. Аскабан се не може наћи на мапама Нормалаца, а вероватно га не би ни видели нити би га могли обележити на мапи, јер је веома добро чуван.
Аскабан има веома лошу репутацију због Дементора који су чувари Аскабана. Репутација је таква, јер вас дементори вас натерају да проживите најгоре тренутке свог живота и умислите да нећете више никада бити срећни. Тако да затвореници полуде за неколико недеља.
Из Аскабана се не може побећи, јер затвореници нису способни, због дементора који их ослабе. Једини човек који је успео да побегне из Аскабана је Сиријус Блек, који је био анимагус. Када је Лорд Волдемор дошао на власт, Дементори су му се придружили, што је омогућило масовна бекства Смртождера.
Злочини због којих се одлази у Аскабан јесу:
- Убиство
- Коришћење неопростивих клетви (Авада кедавра, Болна клетва и Контролишућа клетва)

### Болница Светог Мунга
Болница Светог Мунга је измишљено место из серијала прича о Харију Потеру. Основана је између 1500. и 1600. Мунго Бонхам (Mungo Bonham) у Лондону. Како је чаробњацима требало времена де да сместе болницу одлучили су да то буде у робној кући Чистипер д. о. о. и улази се уз помоћ лутке из излога. Видари у Светом Мунгу лече различите болести и повреде стечене магијским путем. Радна одора је зелене боје. Симбол болнице Светог Мунга састоји се из чаробног штапића и кости.
Болница Светог Мунга састоји се из неколико спратова:
- Приземље - Трауматични део
- 1. спрат - напади магичних створења
- 2. спрат - Магичне инфекције
- 3. спрат - Тровање напицима и биљкама
- 4. спрат - Поремећаји и оштећења изазвани чаролијама
- 5. спрат - Кухиња за посетиоце/болничка трговина

Радници болнице:
- Вештица на пулту за информације
- Аугустус Пај
- Хипократ Сметвик
- Миријам Страут